# Citoyens pour le développement européen de la Bulgarie
Les Citoyens pour le développement européen de la Bulgarie (en bulgare : Граждани за европейско развитие на България, Герб, Graždani za evropejsko razvitie na Bǎlgarija, GERB, « blason » en français) est un parti politique bulgare de centre droit.
Fondé en 2006 par Boïko Borissov, alors maire de Sofia, il arrive directement en deuxième place aux élections européennes partielles de 2007. En 2009, il remporte coup sur coup les élections européennes, puis les législatives avec 116 élus, ce qui permet à Borissov de constituer un gouvernement minoritaire avec 117 députés, soutenu par le parti d'extrême droite Union nationale Attaque (ATAKA), des chrétiens démocrates de la Coalition bleue (SK) et des conservateurs d'Ordre, légalité, justice (RZS).
Il s'impose ensuite aux élections locales de 2011, tandis que son candidat à la présidence, Rossen Plevneliev, l'emporte au second tour. Aux législatives de 2013, il est le premier parti au pouvoir à arriver de nouveau en tête des élections parlementaires. Il réitère en 2014 avec 84 sièges, après quatorze mois dans l'opposition. Il constitue une coalition avec les chrétiens démocrates du Bloc réformateur (RB) et le parti de gauche réformiste  Alternative pour la renaissance bulgare (ABV). En 2017 il remporte à nouveau les législatives avec 95 députés, mais s'allie cette fois avec l'alliance d'extrême droite Patriotes unis.

## Histoire

### Fondation et débuts
Le parti est créé le 13 mai 2006 par le maire de Sofia, Boïko Borissov, à la suite d'une organisation à but non lucratif, baptisée GERB – Citoyens pour le développement européen de la Bulgarie, et installée plus tôt dans l'année. Le congrès fondateur de la formation se tient le 13 décembre 2006 et désigne Tsvetan Tsvetanov, adjoint à mairie de la capitale, comme président. Dès le mois suivant, les GERB recueillent 14 % d'intentions de vote, se plaçant en deuxième position dans les sondages, après le Parti socialiste bulgare (PSB). Il fixe alors ses priorités sur la lutte contre le crime, la corruption, la préservation de la famille comme élément fondamental de la société, et l'indépendance énergétique.
Lors des élections européennes spéciales du 20 mai 2007, la liste conduite par Dushana Zdravkova se classe en tête avec 21,7 % des voix, juste devant celle du PSB. Le 6 juin suivant, les GERB déposent une candidature pour adhérer au Parti populaire européen (PPE), dont ils deviennent membres le 7 février 2008. En octobre 2007, la formation conserve la mairie de Sofia avec 46,4 % des voix, et 53,4 % pour Borissov.

### 2009: l'année des victoires

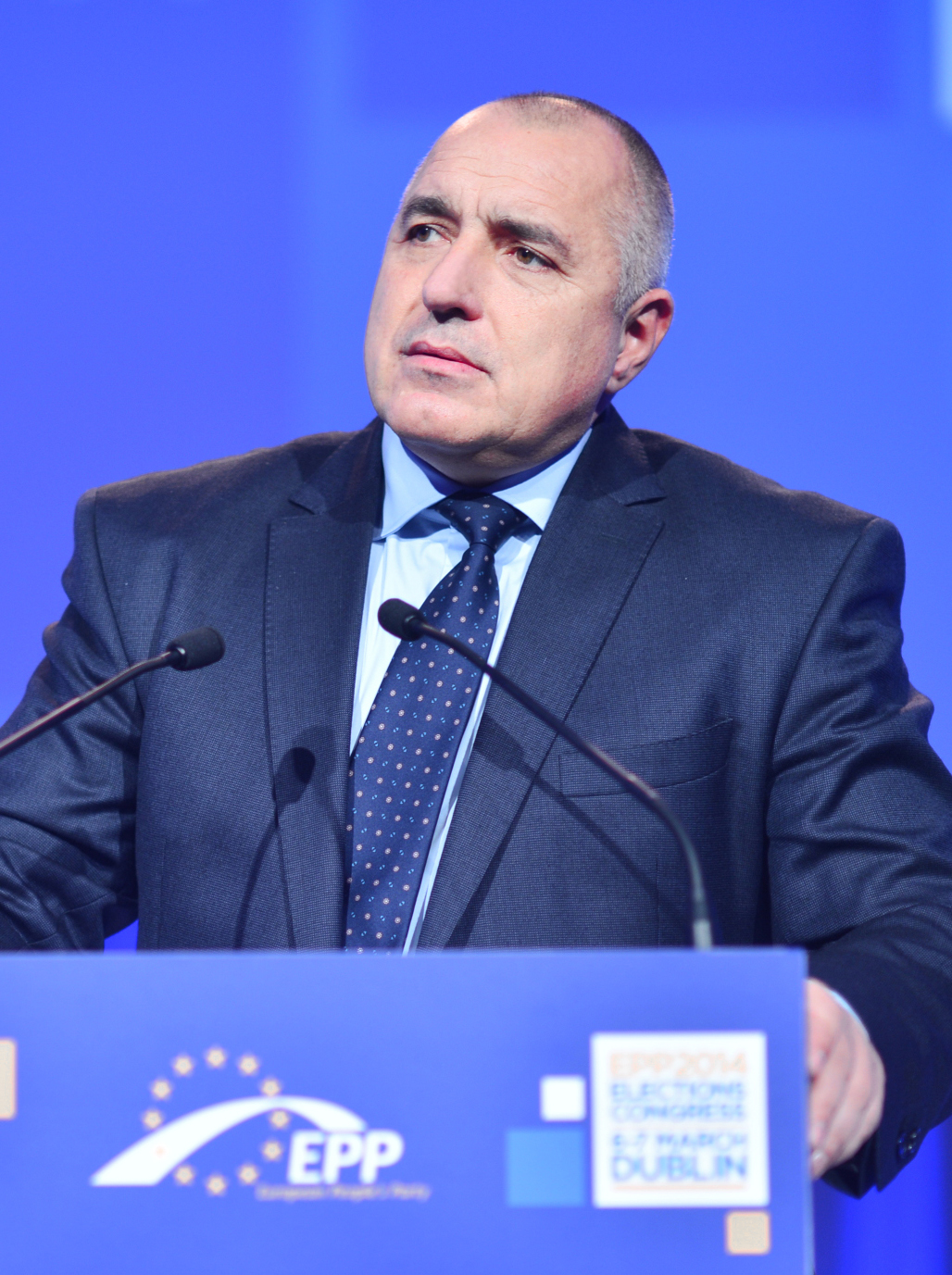
Boïko Borissov.

Emmenée par la députée européenne sortant Roumiana Jeleva, la liste GERB pour les élections européennes du 7 juin 2009 confirme sa première place en remportant 24,4 % des suffrages exprimés, une avance de presque six points sur les socialistes. Le 5 juillet suivant, le parti arrive clairement en tête des élections législatives, ayant recueilli 39,7 % des voix et 116 députés sur 240, ratant de peu la majorité absolue. Boïko Borissov s'assure alors le soutien, sans participation, de l'Union nationale Attaque (Ataka), formation d'extrême droite, de la Coalition bleue (SK) et d'Ordre, loi et justice (RZS), coalition et parti conservateurs, qui disposent ensemble de 45 sièges, et forme un gouvernement minoritaire le 27 juillet.

### Le parti au pouvoir
Lors du congrès organisé le 10 janvier 2010, Borissov est élu président des GERB en remplacement de Tsvetanov, désormais ministre de l'Intérieur et qui devient, à cette occasion, vice-président du parti. Ordre, loi et justice lui retire cependant son soutien trois mois plus tard, s'opposant à la procédure de destitution lancée contre le président de la République, Gueorgui Parvanov.
Bien qu'ils aient ensuite perdu l'appui de la Coalition bleue et de l'Union nationale Attaque, les GERB continuent de gouverner en minorité, grâce au soutien de députés indépendants, et l'abstention d’Ataka. En 2011, Borissov renonce à se porter candidat à l'élection présidentielle, et désigne Rossen Plevneliev, ministre du Développement régional et membre le plus populaire du cabinet, pour représenter le parti. Celui-ci l'emporte au second tour, avec plus de 52 % des voix.
Le chef du gouvernement annonce sa démission le 20 février 2013, après d'importantes manifestations contre la vie chère et la corruption. Aux élections anticipées du 12 mai suivant, le parti arrive en tête avec 30,5 % des voix et 97 députés. Si c'est la première fois que le parti au pouvoir obtient de nouveau la première place aux législatives, les GERB perdent vingt sièges, se trouvant sans majorité, tandis que les trois autres partis représentés à l'Assemblée annoncent qu'ils ne soutiendront pas un nouveau gouvernement de centre droit.

## Idéologie
Les Citoyens pour le développement européen de la Bulgarie sont un parti politique conservateur, libéral, atlantiste et pro-européen, qui affirment s'inspirer de la démocratie chrétienne. Le parti souhaite assurer le respect des libertés et droits fondamentaux, lutter contre la corruption, renforcer l'autorité de l'État et ses institutions, le rôle de la société civile, restaurer les valeurs morales, spirituelles, culturelles. Il entend réhabiliter le travail, renforcer la liberté d'entreprendre, réformer l'aide sociale, promouvoir l'égalité des chances et le développement individuel. Enfin, il se prononce pour une politique étrangère visant à la pleine intégration dans les « structures euro-atlantiques ».

## Dirigeants
| Nom               | Dates                              |
| ----------------- | ---------------------------------- |
| Tsvetan Tsvetanov | 13 décembre 2006 – 10 janvier 2010 |
| Boïko Borissov    | 10 janvier 2010 –                  |

## Résultats électoraux

### Élections parlementaires
| Année   | Dirigeant      | Députés   | Votes     | %     | Rang | Gouvernement                           |
| ------- | -------------- | --------- | --------- | ----- | ---- | -------------------------------------- |
| 2009    | Boïko Borissov | 116 / 240 | 1 677 870 | 39,7  | 1er  | Borissov I                             |
| 2013    | Boïko Borissov | 97 / 240  | 1 081 605 | 30,5  | 1er  | Opposition                             |
| 2014    | Boïko Borissov | 84 / 240  | 1 072 491 | 32,7  | 1er  | Borissov II                            |
| 2017    | Boïko Borissov | 95 / 240  | 1 147 283 | 32,7  | 1er  | Borissov III                           |
| 04/2021 | Boïko Borissov | 73 / 240  | 837 707   | 25,80 | 1er  | Aucun                                  |
| 07/2021 | Boïko Borissov | 60 / 240  | 642 165   | 23,51 | 2e   | Aucun                                  |
| 11/2021 | Boïko Borissov | 57 / 240  | 596 456   | 22,44 | 2e   | Opposition                             |
| 2022    | Boïko Borissov | 64 / 240  | 634 649   | 24,48 | 1er  | Aucun                                  |
| 2023    | Boïko Borissov | 66 / 240  | 669 361   | 25,44 | 1er  | Denkov (2023-2024), Glavtchev I (2024) |
| 06/2024 | Boïko Borissov | 64 / 240  | 530 658   | 23,99 | 1er  | Glavtchev II                           |
| 10/2024 | Boïko Borissov | 69 / 240  | 642 973   | 25,52 | 1er  | Jeliazkov                              |

### Élections européennes
| Année | Députés | Votes   | %     | Rang |
| ----- | ------- | ------- | ----- | ---- |
| 2007  | 5 / 18  | 420 001 | 21,7  | 1er  |
| 2009  | 5 / 17  | 627 693 | 23,4  | 1er  |
| 2014  | 6 / 17  | 680 838 | 30,4  | 1er  |
| 2019  | 6 / 17  | 607 194 | 31,1  | 1er  |
| 2024  | 5 / 17  | 473 994 | 23,54 | 1er  |

### Élections présidentielles
| Année | Candidat          | 1er tour  | 1er tour   | 2d tour   | 2d tour       |
| Année | Candidat          | Voix      | %          | Voix      | %             |
| ----- | ----------------- | --------- | ---------- | --------- | ------------- |
| 2011  | Rossen Plevneliev | 1 349 380 | 40,1 (1re) | 1 698 136 | 52,6 (élu)    |
| 2016  | Tsetska Tsacheva  | 840 396   | 22,0 (2e)  | 1 249 043 | 36,2 (battue) |